# 비내리는 영동교
비내리는 영동교는 1986년 공개된 대한민국의 영화이다. 1985년에 주현미가 데뷔곡으로 발표한 비내리는 영동교 (정은이 작사/ 남국인 작곡/ 김용년 편곡)을 영화화하였다.

## 배역
- 이영하
- 김영애
- 문정숙
- 김해숙